# Stoicizam
Stoicizam je antička filozofska škola koja djeluje od četvrtog stoljeća prije nove ere do drugog stoljeća nove ere, a dijeli se na staru, srednju i novu stoičku školu.
Osnivač ovoga pravca je Zenon Kitijski (ne brkati sa Zenonom iz Eleje), a ostali predstavnici su: Hrizip, Seneka Mlađi, Epiktet (koji je bio rob) i car filozof Marko Aurelije. 
Stoici dijele filozofiju na: logiku, fiziku i etiku. Tvrdili su da svijetom vlada logos (svjetski um, sudbina) i zbog toga je sve nužno određeno. Centralni problem kojim se bave je etika.  
Osnovni moto stoika je: "Život u skladu s prirodom". Mudar čovjek živi u skladu s prirodom i vlastitim razumom, jer tako postiže mir duše. Najznačajnije vrline su: razumnost, pravednost i umjerenost. 
Starogrčki stoici vjerovali su u više bogova, ali u isto vrijeme su, slično istodobnim starim Židovima, kategorično odbacili da je Bog nalik čovjeku bilo u obliku bilo u naravi. Boga su zamišljali kao uzor savršenstva te su vjerovali da postoji "um" koji vlada, a nazivali su ga "Logos", za njih je bio stvaralačka vatra i držali su da ta sila proizvodi razna bića, prožima i oblikuje svaku, čak i ljudsku narav.
Još jedna poznata stoička izreka je: "Blažen je onaj koji se zadovoljava onim što ima".   

## Poveznice
- Kleant
- Hrizip
- Seneka
- Epiktet
- Marko Aurelije